# Хофмайстер, Вилли
Вилли Хофмайстер (нем. Willy Hofmeister; род. XIX век) — германский регбист, серебряный призёр летних Олимпийских игр 1900.
На Играх Хофмайстер входил в сборную Германию, которая в единственном матче проиграла Франции со счётом 21:17, получив серебряные медали.